# Rogoźnica (Głogów Małopolski)
Rogoźnica – część Głogowa Małopolskiego. Do 31 grudnia 2019 roku wieś w Polsce, w województwie podkarpackim, w powiecie rzeszowskim, w gminie Głogów Małopolski. Posiada powierzchnię 259,32 ha.
W latach 1975–1998 miejscowość położona była w województwie rzeszowskim.
W Rogoźnicy istnieje parafia św. Maksymiliana Kolbe, należąca do dekanatu Głogów Małopolski, diecezji rzeszowskiej oraz podstrefa Specjalnej Strefy Ekonomicznej Euro-Park w Mielcu, w której mieści się kilkanaście zakładów produkcyjnych m.in. była fabryka sprzętu AGD Zelmer - obecnie BSH (koncern Siemens - Bosch).